# 米尔德丽特·内特
米尔德丽特·内特（英語：Mildrette Netter，1948年6月16日—），美国女子田径运动员。她曾代表美国参加1968年和1972年夏季奥林匹克运动会田径比赛，其中1968年奥运会获得一枚金牌。